# Алещенко Богдан Олександрович
Богдан Олександрович Алещенко (нар. 12 травня 1994, Прилуки, Чернігівська область, Україна) — російський футболіст українського походження, нападник та півзахисник.

## Життєпис
Народився в Прилуках, Чернігівська область. В юному віці переїхав до Росії, де у 2004 році потрапив до московської академії «Динамо імені Лева Яшина». Потім виступав за юнацьку команду ФК «Москва». У 2010 році перебував у структурі московського «Торпедо». У 2012 році перебрався у «Шинник», де протягом двох років грав за молодіжну команду клубу, яка виступала в аматорському чемпіонаті Росії. У футболці ярославського клубу дебютував 23 листопада 2013 року в поєдинку Першості ФНЛ проти саранської «Мордовії». У сезоні 2013/14 років зіграв 2 поєдинки в Першості ФНЛ. На початку червня 2014 року, по завершенні контракту, залишив ярославльський клуб.
1 вересня 2014 року вільним агентом перейшов у «Сочі». У футболці городян основним гравцем стати не вдалося, зіграв 12 матчів у Першості ПФЛ (зона «Південь)». Наприкінці лютого 2016 року, по завершенні контракту, залишив команду. Після цього приєднався до «Тамбова». Проте у складі клубу з однойменного клубу не зіграв жодного офіційного матчу й 1 липня 2016 року залишив «Тамбов».